# Gujrat
Gujrat là một thành phố thuộc Punjab, Pakistan. Thành phố có dân số ước tính năm 2010 là 336.727 người. Đây là thành phố lớn thứ 20quốc gia này.